# Stephen Gately
Stephen Gately, all'anagrafe Stephen Patrick David Gately (Dublino, 17 marzo 1976 – Andratx, 10 ottobre 2009), è stato un cantautore e attore irlandese, noto in particolar modo per essere stato membro e voce del gruppo Boyzone.

## Biografia
È nato a Dublino, quarto in una famiglia di cinque fratelli. Il padre era un decoratore, mentre la madre lavorava come donna delle pulizie.

### Boyzone
Dopo aver svolto alcune parti in musical quando era ancora adolescente, entrò nei Boyzone nel 1993. Nel gruppo cantava assieme a Ronan Keating.

### Carriera solista:New BeginningeI Believe
Subito dopo lo scioglimento dei Boyzone seguì, nel 2000, la pubblicazione del suo unico album solista, in cui pubblicò 3 singoli, tra cui il tema della colonna sonora del film "Billy Elliot".
Ha partecipato al Festivalbar 2000 nella puntata di Capoliveri cantando la canzone New Beginning.

### Il teatro
Messo da parte dalla Polydor, che non vedeva in lui, rispetto a Ronan Keating, un futuro come artista solista, Stephen Gately riuscì ad avvicinarsi di nuovo al teatro con il ruolo di Bill Kenwright in "Joseph and the Amazing Technicolor Dreamcoat", opera musicale prodotta da Tim Rice e Andrew Lloyd Webber.
Tra il 2004 e il 2005 ha prestato il ruolo dell'Accalappiabambini, per il musical Chitty Chitty Bang Bang, andato in scena al London Palladium, nel West End di Londra. Il personaggio del Child Catcher era stato creato da Roald Dahl, per la versione cinematografica di Chitty Chitty Bang Bang ed interpretato da Robert Helpmann.
Nel 2005 ricopre il ruolo di Dandini nella pantomima di Cenerentola, andata in scena al Churchill Theathre di Bromley.
Nel 2006 è stato lo spaventapasseri nella pantomima del Mago di Oz, al Marlowe Theatre di Canterbury.

### Il coming out
Destò molto scalpore nel mondo dello spettacolo quando Gately, nel 1999, ancor prima dello scioglimento dei Boyzone, dichiarò di essere omosessuale. Per un breve periodo, dal 1998, è stato insieme ad Eloy De Jong, ex componente della boyband olandese Caught in the Act. Ha sposato con rito civile, nel 2006, il compagno Andrew Cowles.
Nel 2008 fece discutere il video diretto da Kevin Godley che accompagna il singolo Better, tratto dal greatest hits dei Boyzone Back Again...No Matter What. In un video girato in bianco e nero per la prima volta Stephen Gately viene presentato insieme ad un altro ragazzo. Il video di Better per Gately rimane l'ultimo videoclip girato con i Boyzone ed è l'unico finora in cui viene rappresentata apertamente la sua omosessualità all'interno della boyband.

### La morte
In vacanza nell'isola di Maiorca con il proprio marito, Stephen Gately è morto improvvisamente nel sonno, durante la notte. Secondo l'autopsia ufficiale, per un edema polmonare, o accumulo di fluido nei polmoni.
La salma del cantante è stata trasportata venerdì 16 ottobre, da Maiorca a Dublino, scortata dai quattro componenti dei Boyzone e vegliata durante la notte. I funerali si sono svolti sabato 17 ottobre a Dublino, una settimana dopo il decesso, con una cerimonia presso la chiesa St. Laurence O'Toole, ed una folla gremita che ha assistito all'esterno. Stephen Gately è stato ricordato in particolar modo anche dall'amico Ronan Keating con un discorso molto sentito.
Louis Walsh, manager dei Boyzone, ha spiegato come sia rimasto sconvolto dalla scomparsa di Gately e che qualche giorno prima erano insieme ad una cerimonia di premiazione.
La notizia della morte improvvisa ha toccato in particolar modo anche Elton John ed il suo compagno che tempo addietro avevano fatto conoscere a Gately proprio Andrew Cowles.
Altre celebrità, attori, molti presentatori TV, pop stars e musicisti, anche giornalisti ed editorialisti, hanno ricordato Staphen Gately tra cui il produttore Andrew Lloyd Webber e la moglie Madeleine, l'attore Chris Rankin, conosciuto ai più per il ruolo del personaggio di Percy Weasley, nell'adattamento cinematografico di Harry Potter; poi Leona Lewis, Simon Cowell e Piers Morgan, giudici dello show TV "Britain's Got Talent"; Kelly Osbourne, Brian May dei Queen. Anche i Take That, Dannii Minogue, il gruppo dei Westlife, un'altra pop band irlandese creata da Louis Walsh; Emma Bunton e Mel B delle Spice Girls; Darren Hayes, cantante ed ex Savage Garden.
Durante il "360º Tour" degli U2 in Texas, il 12 e il 14 ottobre, sia a Dallas che a Houston, ma anche in altre date del tour, come a Los Angeles, in California, Bono ha ricordato Stephen Gately durante l'esecuzione di The Unforgettable Fire:
(Bono ricorda Stephen Gately durante l'esecuzione di The Unforgettable Fire, al 360° Tour degli U2)
In memoria, il 30 novembre 2009 si è svolto a Londra un concerto privato, al Palace Theatre di Shaftesbury Avenue.

### The Tree Of Seasons, postumo
Per il ritorno dei Boyzone, nel 2010, Gately aveva già inciso 2 canzoni con il resto della band, tra cui il brano di Mika, Gave it All Away. Inoltre, nel 2009 Gately aveva in serbo, nel periodo di Natale, la pubblicazione del suo primo romanzo, The Tree of Seasons, una storia per bambini, sul genere fantasy, rimasto incompiuto per poche pagine.
Un'ultima collaborazione di Stephen Gately è da attribuirsi nell'album "Winter Songs" di Ronan Keating, pubblicato a novembre, in cui Gately aveva già registrato la cover di Little Drummer Boy.

## Discografia

### Carriera solista
- New Beginning (Universal Music, 2000), album
  - "New Beginning"/"Bright Eyes" (2000), singolo
  - "I Believe" [tema del film Billy Elliot] (2000), singolo
  - "Stay" (2001), singolo
- Billy Elliot - Music from the Original Motion Picture Soundtrack (Interscope Records, 2000), colonna sonora
- ABBAMania - Tribute to ABBA (Polygram UK, 2000), compilation
  - "Children of Tomorrow" [feat. Claire Buckfield] (Sony BMG, 2007), singolo

### Collaborazioni
- Ronan Keating - "Winter Songs" (2009)